# 시즈오카현 제4구
시즈오카현 제4구(静岡県 第4区)는 일본의 중의원 선거구이다. 1994년 공직선거법으로 신설되었다.

## 지역
- 시즈오카시
  - 시미즈구
- 후지노미야시
- 후지시 일부